# Campionati africani di atletica leggera 2016 - 10000 metri piani maschili
La specialità dei 10000 metri piani maschili ai Campionati africani di atletica leggera di Durban 2016 si è svolto il 26 giugno 2016 al Kings Park Stadium.

## Programma
| Data           | Ora | Turno  |
| -------------- | --- | ------ |
| 26 giugno 2016 |     | Finale |

## Risultati

### Finale
| Class   | Atleta                        | Nazione       | Tempo    | Note |
| ------- | ----------------------------- | ------------- | -------- | ---- |
| Oro     | Stephen Mokoka                | Sudafrica     | 28:02.97 |      |
| Argento | Wilfred Kimitei               | Kenya         | 28:03.18 |      |
| Bronzo  | Namakwe Nkhasi                | Lesotho       | 28:06.33 |      |
| 4       | Jemal Yimer                   | Etiopia       | 28:08.92 |      |
| 5       | Fikadu Haftu                  | Etiopia       | 28:09.21 |      |
| 6       | Stephen Arita                 | Kenya         | 28:09.66 |      |
| 7       | Ismail Gallet                 | Tanzania      | 28:13.46 |      |
| 8       | Abraham Habte                 | Eritrea       | 28:18.18 |      |
| 9       | Abdallah Mande Kibet          | Uganda        | 28:21.92 |      |
| 10      | Gladwin Mzazi                 | Sudafrica     | 28:24.50 |      |
| 11      | Arega Mekonen                 | Etiopia       | 28:37.41 |      |
| 12      | Fabiano Sulle                 | Tanzania      | 29:09.75 |      |
| 13      | John Atem                     | Sudan del Sud | 29:53.67 |      |
| 14      | Happy Ndacha Mcherewje        | Malawi        | 29:59.94 |      |
| 15      | Jacob Mugomeri                | Zimbabwe      | 30:05.75 |      |
| 16      | Jauodo Jauodo                 | Mozambico     | 32:01.59 |      |
| 17      | Stephanus Kaudinge            | Namibia       | 34:05.63 |      |
| -       | David Kulang                  | Sudan del Sud | DNS      |      |
| -       | Jean Marie Vianney Niyomukiza | Burundi       | dns      |      |
| -       | Onesphore Nzikwikunda         | Burundi       | dns      |      |
| -       | Mohamed Firsa Enyem           | Sudan         | dns      |      |
| -       | Melusi Sihlongonyane          | eSwatini      | dns      |      |